# Aethiopocassis rhodesiana
Aethiopocassis rhodesiana es un insecto coleóptero de la familia Chrysomelidae.
Fue descrita científicamente por primera vez en 1924 por Spaeth.